# Izaak Thenu

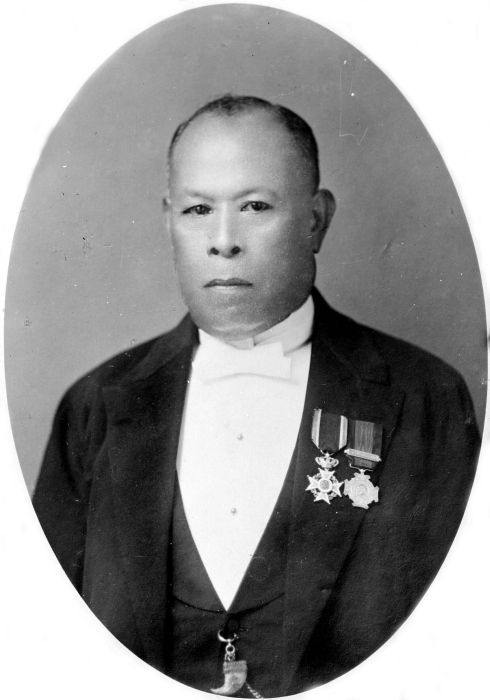
Izaak Thenu (tussen 1910 and 1937)

Izaak Thenu (Hoetoemoeri, 14 september 1868 - 1937) was een Ambonese soldatendominee die vanaf 1894 tot aan zijn dood in 1937 in Atjeh heeft gepredikt. Zijn taak was vooral het moreel in het Ambonese leger te verhogen. Ter gelegenheid van de vijftigste verjaardag van generaal Van Heutsz op 3 februari 1901, schreef hij voor hem het krijgslied Samalanga. Tijdens zijn leven werd hij tot ridder geslagen.